# Nāḩiyat Markaz as Salamīyah
Nāḩiyat Markaz as Salamīyah (arabiska: ناحية مركز السلمية) är ett subdistrikt i Syrien.   Det ligger i provinsen Hamah, i den centrala delen av landet, 190 km norr om huvudstaden Damaskus.
Omgivningarna runt Nāḩiyat Markaz as Salamīyah är i huvudsak ett öppet busklandskap. Runt Nāḩiyat Markaz as Salamīyah är det tätbefolkat, med 383 invånare per kvadratkilometer.